# Scathophaga limbata
Scathophaga limbata är en tvåvingeart som först beskrevs av Roser 1840.  Scathophaga limbata ingår i släktet Scathophaga och familjen kolvflugor.
Artens utbredningsområde är Tyskland. Inga underarter finns listade i Catalogue of Life.